# Caridina gueryi
Caridina gueryi is een garnalensoort uit de familie van de Atyidae. De wetenschappelijke naam van de soort is voor het eerst geldig gepubliceerd in 2009 door Marquet, Keith & Kalfatak.